# Liste des maires de Chelles
La liste des maires de Chelles présente la liste des maires de la commune française de Chelles, située dans le département de la Seine-et-Marne en région Île-de-France.

## L'Hôtel de ville

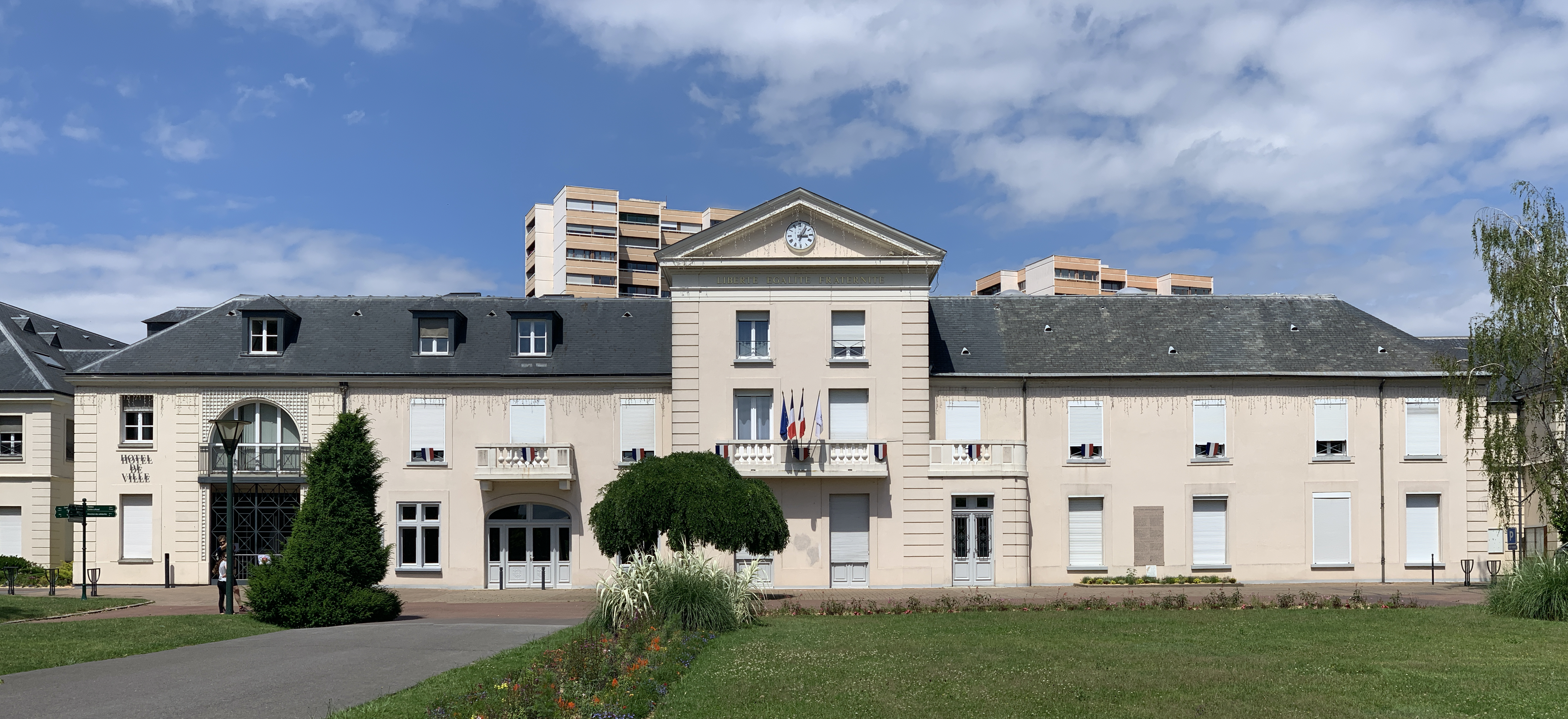
L'hôtel de ville.

## Liste des maires et syndics

### Sous l'Ancien Régime
| Période                                  | Période          | Identité                      | Étiquette | Qualité                      |
| ---------------------------------------- | ---------------- | ----------------------------- | --------- | ---------------------------- |
| Les données manquantes sont à compléter. |                  |                               |           |                              |
| 12 août 1787                             | 30 novembre 1789 | Jean Dorlhac (1726-1805)      |           | Avocat au Parlement de Paris |
| 30 novembre 1789                         | 7 février 1790   | Gabriel René Loüé (1742-1807) |           | Démissionnaire               |

### De 1790 à 1944
| 7 février 1790                                                      | 13 novembre 1791 | Anne-Paul Louis (1747-1806)                   |              | Notaire |
| 13 novembre 1791                                                    | 9 décembre 1792  | Nicolas Lenoir (1734-1802)                    |              | Vigneron |
| 9 décembre 1792                                                     | 11 octobre 1793  | Pierre Laurent Marin (1747-1828)              |              | Propriétaire terrien Destitué |
| 11 octobre 1793                                                     | 16 janvier 1795  | Louis Antoine Duhamel (1761-1849)             |              | Marchand épicier et mercier |
| 16 janvier 1795                                                     | octobre 1795     | Jean Dorlhac (1726-1805)                      |              | Avocat au Parlement de Paris, ancien procureur |
| 1795-1800 : municipalité de canton de Lagny                         |                  |                                               |              | |
| octobre 1795                                                        | 30 mars 1797     | Jean Dorlhac (1726-1805)                      |              | Ancien procureur, agent municipal provisoire |
| 30 mars 1797                                                        | 24 avril 1798    | Louis Boivin (1775-1857)                      |              | Cultivateur, agent municipal |
| 24 avril 1798                                                       | 28 juin 1798     | Anne-Paul Louis (1747-1806)                   |              | Notaire, adjoint municipal |
| 28 juin 1798                                                        | 28 mai 1800      | Gabriel René Loüé (1742-1807)                 |              | Agent municipal |
| Rétablissement de la municipalité avec la Constitution de l'an VIII |                  |                                               |              | |
| 28 mai 1800                                                         | 12 août 1804     | Jean Dorlhac (1726-1805)                      |              | Avocat au Parlement de Paris, ancien procureur Démissionnaire |
| 12 août 1804                                                        | 23 février 1809  | Louis Antoine Duhamel (1761-1849)             |              | Marchand épicier et mercier Démissionnaire |
| 23 février 1809                                                     | 24 mars 1810     | Anne Louis Eusèbe Chantepie (1781-1826)       |              | Notaire Démissionnaire |
| 24 mars 1810                                                        | 10 août 1815     | Antoine Gabriel Peyrusse (1767-1815)          |              | Médecin chirurgien militaire |
| 10 août 1815                                                        | 11 août 1816     | Jean Alexandre Parfait Lafontaine (1786-1865) |              | Notaire impérial Démissionnaire |
| 11 août 1816                                                        | 3 octobre 1831   | Charles Jean Daval (1763-1851)                |              | |
| 3 octobre 1831                                                      | 8 mars 1836      | François Trinquand (1776-1842)                |              | Écuyer royal, ancien percepteur |
| 8 mars 1836                                                         | 9 septembre 1839 | Louis Broutet (1776-1839)                     |              | Maître armurier et arquebusier, propriétaire |
| 9 septembre 1839                                                    | 29 janvier 1848  | Étienne Belle (1802-1880)                     |              | Médecin chirurgien aide-major Adjoint au maire (1831 → 1839) Démissionnaire |
| 29 janvier 1848                                                     | 8 octobre 1876   | Charles Félix Buignet (1813-1880)             |              | Cultivateur fermier, juge de paix suppléant Adjoint au maire (1845 → 1848) Officier de la Légion d'honneur                                                                          |
| 8 octobre 1876                                                      | 22 octobre 1876  | Charles Delamarre (1818-1896)                 |              | Démissionnaire |
| 22 octobre 1876                                                     | 20 juillet 1879  | Pierre Parquin (1810-1884)                    |              | Entrepreneur en bâtiment Adjoint au maire (1848 → 1859) Démissionnaire |
| 20 juillet 1879                                                     | 18 mai 1884      | François Voisembert (1819-1894)               |              | Maréchal-ferrant Adjoint au maire (1878 → 1879) |
| 18 mai 1884                                                         | 16 mai 1888      | Ambroise Gasnier-Guy (1840-1888)              |              | Avocat à la cour de Paris, propriétaire Décédé en fonction |
| 20 mai 1888                                                         | 17 mai 1896      | Louis Éterlet (1842-1903)                     |              | Propriétaire |
| 17 mai 1896                                                         | 14 octobre 1901  | Adolphe Besson (1858-1901)                    |              | Membre de la Chambre de commerce de Meaux Premier adjoint au maire (1888 → 1896) Officier d'Académie Décédé en fonction                                                             |
| 17 novembre 1901                                                    | 20 août 1903     | Louis Éterlet (1842-1903)                     |              | Propriétaire Décédé en fonction |
| 11 octobre 1903                                                     | 14 mai 1911      | Alexandre Bickart (1857-1932)                 | Rad.soc.     | Métreur, architecte-expert Conseiller d'arrondissement (1904 → 1928) |
| 14 mai 1911                                                         | 23 décembre 1918 | Auguste Prévost (1866-1918)                   | Rép.ind.     | Premier adjoint au maire (1904 → 1909) Deuxième adjoint au maire (1902 → 1904) Décédé en fonction                                                                                   |
| 24 décembre 1918                                                    | 10 décembre 1919 | Émile Mariey                                  |              | Premier adjoint faisant fonction de maire |
| 10 décembre 1919                                                    | 17 mai 1925      | Albert Caillou (1865-1929)                    | Conservateur | Comptable |
| 17 mai 1925                                                         | 19 mai 1929      | Alexandre Bickart (1857-1932)                 | Rad.soc.     | Métreur, architecte-expert Conseiller d'arrondissement (1904 → 1928) |
| 19 mai 1929                                                         | 19 mai 1935      | Auguste Meunier (1868-1941)                   | Conservateur | Architecte et entrepreneur en bâtiment Deuxième adjoint au maire (1924 → 1929) |
| 19 mai 1935                                                         | 19 octobre 1939  | Émile Fouchard                                | PCF UPF      | Artisan menuisier-charpentier Député de Seine-et-Marne (1936 → 1940) Conseil municipal suspendu par le gouvernement Daladier à la suite de la signature du Pacte germano-soviétique |
| 26 octobre 1939                                                     | 3 avril 1940     | Albert Demeaux (1872-1957)                    |              | Secrétaire général honoraire Juge de paix suppléant du canton de Lagny Président de la Délégation spéciale Démissionnaire                                                           |
| 21 avril 1940                                                       | 13 mars 1941     | Maurice Danglard (1869-?)                     |              | Percepteur des contributions directes Président de la délégation spéciale Officier d'Académie                                                                                       |
| 13 mars 1941                                                        | 23 août 1944     | Henri Lavaud (1878-1958)                      |              | Comptable Président de la délégation spéciale Destitué par le Comité local de libération                                                                                            |

### Depuis la Libération
| Période          | Période                       | Identité                      | Étiquette             | Qualité |
| ---------------- | ----------------------------- | ----------------------------- | --------------------- | --- |
| 23 août 1944     | 19 février 1945               | Charles Schlosser (1888-1971) |                       | Comptable puis contrôleur de la SNCF Démissionnaire |
| 6 mai 1945       | 24 septembre 1945             | Georges Digoy (1914-1945)     | PCF                   | Contrôleur des contributions indirectes Premier adjoint au maire (1944 → 1945) Assure l'intérim à la démission de Charles Schlosser Décédé en fonction |
| 17 novembre 1945 | 26 octobre 1947               | René Caminade (1897-1979)     | PCF                   | Mécanicien Premier adjoint au maire (mai → nov. 1945) Assure l'intérim au décès de Georges Digoy |
| 26 octobre 1947  | 26 décembre 1948              | Camille Lallée (1905-1981)    | RPF                   | Comptable Démissionnaire |
| 26 décembre 1948 | 10 mai 1953                   | Marcel Lestat (1897-1963)     | RPF puis Rad.         | Administrateur RATP Premier adjoint au maire (1947 → 1948 et 1953 → 1955) Conseiller général de Lagny-sur-Marne (1949 → 1955) Vice-président du conseil général (1949 → 1955) |
| 10 mai 1953      | 8 avril 1956                  | Charles Tourel (1874-1959)    |                       | Dirigeant d'une entreprise de couverture-plomberie Deuxième adjoint au maire (1947 → 1953) Chevalier de la Légion d'honneur Démissionnaire |
| 8 avril 1956     | 4 décembre 1959               | Robert Bonnard (1908-1988)    | UNR                   | Inspecteur d'assurances Premier adjoint au maire (1955 → 1956) Deuxième adjoint au maire (1953 → 1955) Croix de guerre 1939-1945, officier d'Académie Démissionnaire |
| 15 décembre 1959 | 27 mars 1977                  | Guy Rabourdin                 | UNR puis UDR puis RPR | Industriel Premier adjoint au maire (mars → déc. 1959) Député de Seine-et-Marne (2e circ.) (1962 → 1973) Conseiller général de Chelles (1964 → 1976) Conseiller régional d'Île-de-France Président du conseil d'administration du District de la région parisienne                    |
| 27 mars 1977     | 23 mars 1983                  | Gérard Bordu                  | PCF                   | Électricien EDF Député de Seine-et-Marne (2e circ.) (1973 → 1981) Député de Seine-et-Marne (1986 → 1988, élu au scrutin proportionnel) Conseiller général de Vaires-sur-Marne (1976 → 1979)                                                                                           |
| 23 mars 1983     | 18 juin 1995                  | Charles Cova                  | RPR                   | Capitaine de vaisseau honoraire Député de Seine-et-Marne (7e circ.) (1993 → 2007) Conseiller général de Chelles (1982 → 1994) |
| 18 juin 1995     | 5 avril 2014                  | Jean-Paul Planchou            | PS                    | Économiste Député de Seine-et-Marne (7e circ.) (1988 → 1993) Conseiller régional d'Île-de-France (1998 → 2021) |
| 5 avril 2014,    | En cours (au 19 juillet 2021) | Brice Rabaste (1981- )        | UMP puis LR           | Chef de cabinet Conseiller départemental de Chelles (2015 → ) 3e vice-président du conseil départemental (2021 → ) 6e vice-président de la CA Paris - Vallée de la Marne (2016 → 2020) 3e vice-président de la CA Paris - Vallée de la Marne (2020 → ) Réélu pour le mandat 2020-2026 |

## Conseil municipal actuel
Les 45 sièges composant le conseil municipal de Chelles ont été pourvus le 15 mars 2020 lors du premier tour de scrutin.
Suite à un recours au tribunal administratif de Melun, la liste « Faire ville ensemble » conduite par Lucia Pereira franchit finalement le seuil des 5 % et obtient un élu tandis que la liste menée par le maire sortant Brice Rabaste en perd un, passant de 37 à 36 élus. Actuellement, il est réparti comme suit : 